# Saturn Aura
Saturn Aura ― легковий автомобіль D-класу, розроблений General Motors для північноамериканського ринку. 
Замінив Saturn L300, який представляв не надто вдалу лінійку L-Series. Виготовлявся підрозділом GM Saturn.

## Опис

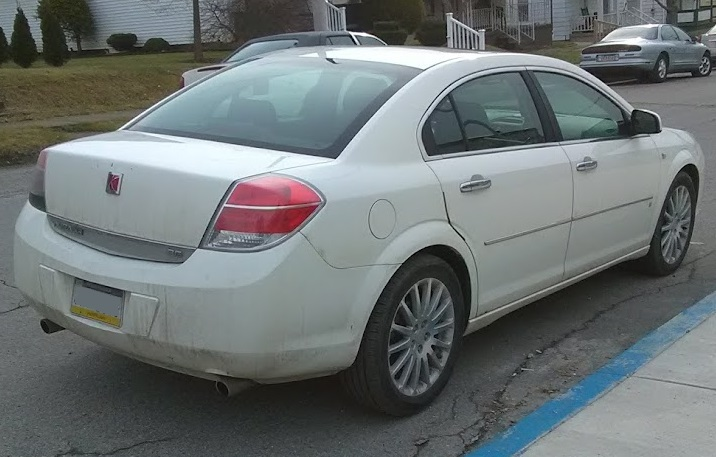

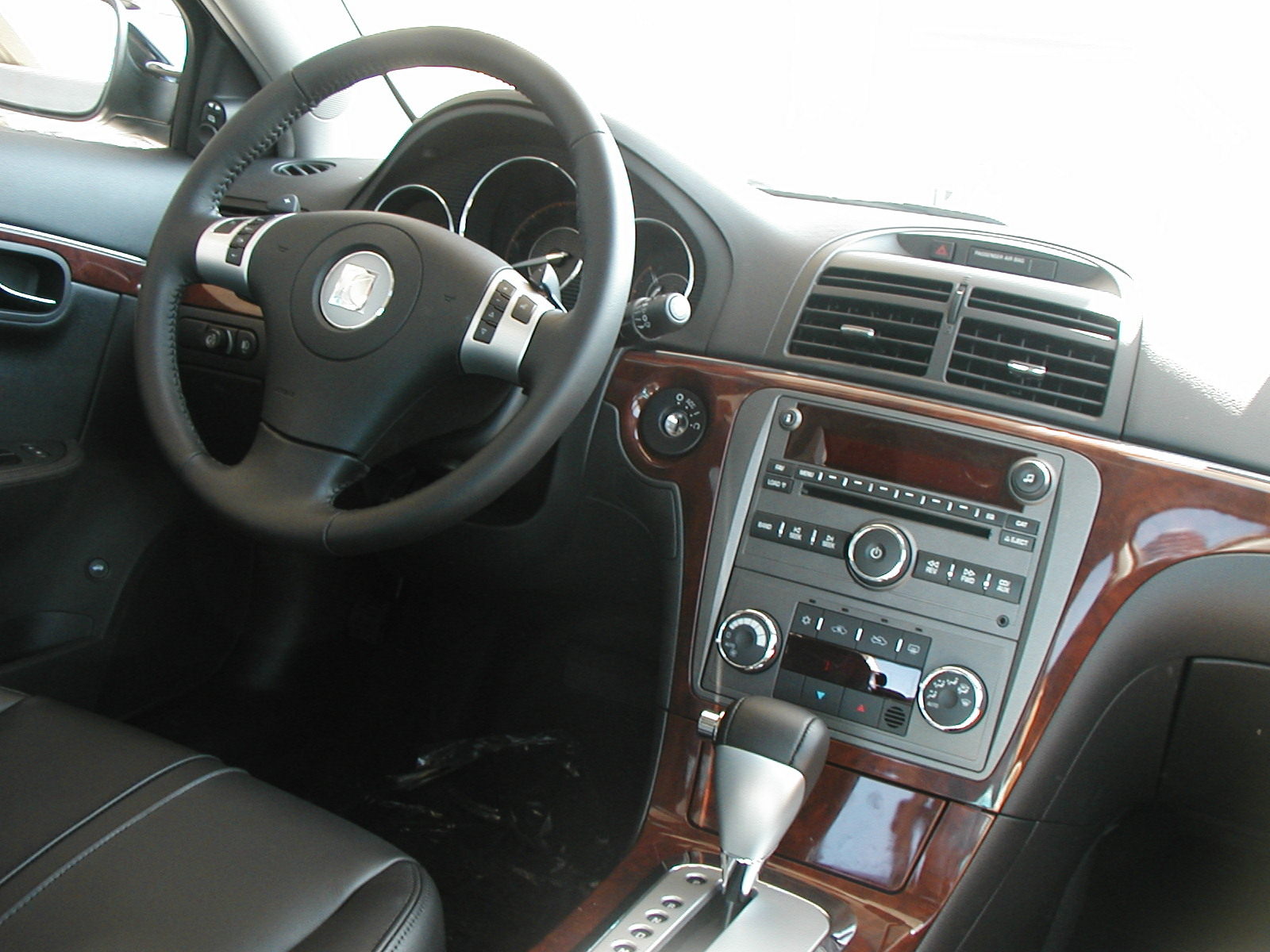

Автомобіль розроблений на платформі GM Epsilon, разом з Chevrolet Malibu, Fiat Croma, Opel Vectra C, Pontiac G6 та Saab 9-3.
Aura проектувалася в досить складних умовах фінансової скрути материнського концерну: ще в 2005 році GM оголосила про збитки в розмірі 10,6 млрд доларів. Покупці віддавали перевагу імпортованим з Європи автомобілям, і, бажаючи змінити ситуацію, компанія змінила стратегію розвитку. Так, в рамках диверсифікації неефективного бренду «Saturn» він повинен був представити нові моделі в «європейському» стилі і тим самим отримати можливість конкурувати з імпортом, а також розширити виробничу гаму. Відповідно, на першопрохідника Aura покладалися певні надії.
На відміну від L-Series, Aura була доступна тільки у версії седан і збиралася на заводі Fairfax Assembly в Канзас-Сіті. Виробництво автомобіля зупинено в жовтні 2009 року, як наслідок зрив угоди з продажу бренду «Saturn» компанії Penske Corporation і початку ліквідації марки.

## Двигуни
- 2.4 L LE5 DOHC I4 166 к.с. при 6400 об/хв, 215 Нм при 5000 об/хв
- 2.4 L LE9 DOHC I4 (+E85) 169 к.с. при 6400 об/хв, 217 Нм при 4500 об/хв
- 2.4 L LAT DOHC I4 (hybrid) 166 к.с. при 6400 об/хв, 215 Нм при 5000 об/хв
- 3.5 L LZ4 OHV V6 227 к.с. при 5800 об/хв, 298 Нм при 4000 об/хв
- 3.6 L LY7 DOHC V6 256 к.с. при 6400 об/хв, 340 Нм при 3200 об/хв

## Продажі
| рік    | Продажі в США | Продажі в Канаді |
| ------ | ------------- | ---------------- |
| 2006   | 19,746        | 762              |
| 2007   | 59,964        | 3,165            |
| 2008   | 59,380        | 2,587            |
| 2009   | 21,395        | 1,156            |
| 2010   | 644           | н/д              |
| Всього | 161,129       | ≥7,670           |